# Neimar
Neimar José Valadares de Castro, noto semplicemente come Neimar (18 marzo 1964), è un giocatore di calcio a 5 brasiliano, campione del mondo con la nazionale brasiliana nel 1989.

## Carriera
Neimar ha partecipato alla spedizione brasiliana al FIFA Futsal World Championship 1989 in cui i verdeoro si sono laureati campioni del mondo. Si tratta dell'unico mondiale disputato dal laterale.

## Palmarès
- Campionato mondiale: 1

Paesi Bassi 1989